# Duccio Pasqua
Duccio Pasqua (L'Aquila, 12 luglio 1973) è un giornalista e conduttore radiofonico italiano.

## Biografia
Debutta in radio nel 2004 al Notturno Italiano della Rai e resterà tra i conduttori fino alla chiusura del programma. La storica trasmissione, in onda dal 1952 e irradiata ogni notte in tutto il mondo, in diretta dalle 0:20 alle 5:30, è stata chiusa il 31 dicembre 2011. 
Sempre nel 2004 comincia a collaborare con il quotidiano Il Giornale, occupandosi di musica e spettacoli e scrivendo centinaia di articoli fino al 2010.
Nel 2010 dà vita a Radio Parco della Musica, web radio ufficiale dell'Auditorium Parco della Musica di Roma. 
Per la radio ha intervistato, tra gli altri, Pat Metheny, Herbie Hancock, Franz Di Cioccio (PFM), e Peppe Servillo (Avion Travel).
Il mensile specializzato Jazzit (numero 62, gennaio/febbraio 2011) vota Radio Parco della Musica "terza miglior emittente radiofonica del 2010". La presenza di due radio FM (Radio Tre e LifeGate Radio) ai primi due posti, rende di fatto RPDM "miglior web-radio del 2010".
Dal 2010 al 2013 conduce le quattro edizioni di Luglio Suona Web, intervistando in diretta streaming Carmen Consoli, Gino Paoli, Ludovico Einaudi, Neffa, l'Orchestra di piazza Vittorio, Vinicio Capossela, Alex Britti, Noemi, Mario Biondi e i Baustelle. La rassegna è organizzata all'Auditorium Parco della Musica di Roma, nell'ambito della manifestazione estiva Luglio Suona Bene, grazie alla collaborazione tra Fondazione Musica per Roma e Telecom Italia.
Nel 2011 dà vita ad AuditoriumTV, canale YouTube ufficiale dell'Auditorium Parco della Musica di Roma. Per la tv intervista, tra gli altri, Vasco Rossi, Patti Smith, Franco Battiato, Cyndi Lauper, Herbie Hancock, Tony Levin, Jovanotti, Elio, Caparezza, Nanni Moretti, Daniele Silvestri, Antony (Antony and the Johnsons), Premiata Forneria Marconi, Alessandro Baricco, Alessandro Bergonzoni, Mike Stern e Greg & Lillo.
Del canale, e in particolare del fortunato format I Cinque Comandamenti, scrivono vari quotidiani e riviste (la Repubblica, Vanity Fair e Il Foglio, tra gli altri).
Nel 2012 inizia a lavorare con la redazione di Radio1 Musica, conducendo per nove mesi RaiStereoNotte, in onda su Rai Radio 1 nella notte tra il sabato e la domenica, dalle 0:30 alle 5. Per Stereonotte intervista Brian May, chitarrista dei Queen, Francesco Di Giacomo, Max Gazzè, Niccolò Fabi e tanti altri artisti. Durante la stagione 2011/2012 conduce Suoni d'Estate, in onda tutti i giorni dalle 21 alle 23 (nel weekend dalle 19:27 alle 24), e La Notte di Radio 1, in onda dal lunedì al venerdì, dall'1 alle 4 di notte. Il 12 agosto commenta in diretta la cerimonia di chiusura dei Giochi della XXX Olimpiade. 
Dal 2012 è Direttore Artistico e presentatore del Premio Pigro (dedicato a Ivan Graziani), manifestazione dedicata a cantanti e gruppi emergenti.
Fa stabilmente parte delle giurie che assegnano la Targa Tenco, il Premio Andrea Parodi e il Premio Bianca d'Aponte.
Nel 2015 è al Festival di Sanremo tra gli autori del Dopofestival, che per la prima volta va in onda soltanto sul web. L'edizione 2015 è condotta da Sabrina Nobile e Saverio Raimondo e ogni puntata diventa trending topic su Twitter. 
Nel 2016 è autore delle note di copertina per le due collane discografiche Jazz Italiano Live e Jazz Italiano Live Rewind: 27 dischi dal vivo, registrati presso la Casa del jazz di Roma, pubblicati dal Gruppo editoriale l'Espresso per la serie La Musica di Repubblica-L'Espresso. 
Nel 2018 scrive e conduce per Rai Radio 1, con Max Dedo e Marcella Sullo, Un Giorno da Renna, in onda dal 24 dicembre al 4 gennaio. 
Da gennaio del 2019 conduce con Ilaria Amenta e Gianluca Semprini, su Rai Radio 1, il programma Centocittà, in onda dal lunedì al venerdì alle 9.30. È inoltre conduttore di vari eventi speciali: la diretta del concerto di Cristiano De André dal Teatro Carlo Felice di Genova (15 gennaio); lo speciale Così mi distraggo un po', dedicato a Lucio Dalla, in onda dal Teatro Comunale (Bologna) (4 marzo); la serata-evento Ballata per Genova, trasmessa in contemporanea su Rai1 e Radio1 (14 giugno); le tre serate della XXX edizione di Musicultura, in diretta dallo Sferisterio di Macerata (20, 21 e 23 giugno).
Dal 1º luglio al 20 settembre è autore e conduttore (con Marcella Sullo, Max Dedo e Gaspare Bitetto) di Un Giorno da Gambero, in onda su Rai Radio 1 dal lunedì al venerdì alle 13.30. 
Dal 23 dicembre al 3 gennaio è autore e conduttore della seconda stagione di Un Giorno da Renna, con Marcella Sullo, Max Dedo e Gaspare Bitetto, in onda dal lunedì al venerdì alle 13.30 su Rai Radio 1.
https://www.raiplayradio.it/programmi/ungiornodagambero/ Archiviato il 14 maggio 2020 in Internet Archive.
Il 31 dicembre conduce con Marcella Sullo e John Vignola la speciale diretta di Capodanno L'anno che verrà, in onda in contemporanea su Rai1 e Radio1 dalla piazza centrale di Potenza (Italia).
Dall'11 gennaio 2020 è conduttore di Supernova, con Gaspare Bitetto e Luca Bernardini, in onda il sabato e la domenica alle 5.35 su Rai Radio 1.
Nell'estate 2021 è autore e conduttore di Un giorno da Radio1, con Marcella Sullo, Max Dedo e Gaspare Bitetto, in onda dal lunedì al venerdì alle 13.30 su Rai Radio 1.
Dal 12 agosto 2024 conduce, con Marcella Sullo, Il Mangiadischi, un programma radiofonico musicale in onda su Radio Uno dal lunedì al venerdì dalle 13.30 alle 15.00.

## Libri
- Elio e le Storie Tese - Vite bruciacchiate. Ricordi confusi di una carriera discutibile, (autore di uno dei capitoli) Bompiani 2006

- Foffo Bianchi, Francesca Gaudenzi, Duccio Pasqua - Storie di straordinaria fonia, Bertoni 2022